# Ik red me wel
Ik red me wel is de laatste reguliere bundel cursiefjes van Simon Carmiggelt, verschenen in augustus 1984. De bundel is voornamelijk een selectie uit cursiefjes die in 1982 en 1983 verschenen in dagblad Het Parool, al zijn er ook verhaaltjes opgenomen uit de jaren daarvoor. Naast eigentijdse verhaaltjes bevat de bundel herinneringen aan de oorlog en de kindertijd van de auteur. Het is de enige oorspronkelijke bundel van Carmiggelt die niet is vertegenwoordigd in de bloemlezing Mag 't een ietsje meer zijn?, die een jaar eerder verschenen was.

## Achtergrond
In enkele verhalen speelt Carmiggelts buitenechtelijke relatie met de columniste Renate Rubinstein, op de achtergrond en enigszins verhuld, een rol. Volgens haar heeft de bundel 'veel sfeer en "ziel". Als je het weet kun je het zien: hoe hij afscheid neemt van zijn huwelijk en zich "wel redt."' Carmiggelt verhulde gewoonlijk al te autobiografische ontboezemingen door de hij-vorm te gebruiken of de gegevens te koppelen aan een verhaalfiguur die niet op hemzelf leek. Het verhaal
'De brief' gaat over een man met een vastgelopen huwelijk die een oude liefdesbrief uit zijn jeugd vindt waarin de toen zestienjarige Vera hem haar liefde betuigt. Daardoor gesterkt, verlaat hij met rechte rug zijn huis, waar hij zich ergert aan het geluid van zijn vrouw en haar vriendinnen, voor een wandeling in de stad. Dit verhaal werd oorspronkelijk geselecteerd voor opname in een boekje met zeven jeugdherinneringen dat verscheen ter gelegenheid van Carmiggelts zeventigste verjaardag: Terug naar af. Zeven recent geschreven notities over mijn kindertijd. Rubinstein, die het manuscript las, raadde hem opname af: 'Niet hoffelijk jegens je vrouw. In die bundel wordt het tenslotte gebracht als een autobiografische notitie.' Carmiggelt zag dat ook in en bewaarde het stukje voor Ik red me wel 'Een verraderlijk stukje in een verraderlijk opgewekte bundel,' aldus Rubinstein.

## Omslag en motto
De afbeelding op het omslag is een tekening van de Duitse humoristische schilder en tekenaar Ernst Heilemann (1870-1936) uit het weekblad Simplicissimus, dat bestond van 1896 tot 1944. De afbeelding toont een man en een vrouw in avondkostuum, die zich (kennelijk in een restaurant) tegoed doen aan een portie oesters.
Voor in het boek staat als motto een citaat van Woody Allen: 'I don't mind dying. I just don't want to be there when it happens.'

## Inhoud
De bundel bestaat uit 42 verhaaltjes, die onder te verdelen zijn in twee categorieën: behalve contemporaine verhaaltjes zoals het bezoek dat de ik-verteller met zijn kleindochter brengt aan de bioscoop, waar de Disneyfilm Frank en Frey draait, zijn er verhaaltjes waarin de actuele werkelijkheid de herinneringen van de hoofdpersoon gaande maakt, zoals aan de oorlog, aan een vooroorlogse vakantie naar Belgrado en aan zijn kindertijd.

## Publicatiegeschiedenis
Vanaf 1981 tot en met 8 oktober 1983 publiceerde Carmiggelt eens per week in de krant waar hij decennia zesmaal per week in stond: op zaterdag verzorgde hij met tekenaar Peter van Straaten de rubriek Een zee van tijd die een halve pagina besloeg. De titel was volgens de achterflap van Ik red me wel 'een - ironische - toespeling op mijn gepensioneerde staat.' Vanwege de lage productie waren er niet genoeg geschikte cursiefjes om een bundel mee te vullen. Hoewel Carmiggelts achterflaptekst alleen vermeldt dat de bundel zijn productie uit 1982 en 1983 geldt, zijn ook oudere cursiefjes opgenomen, wat soms te merken is: in het verhaal 'Radio' luisteren de ik-persoon en zijn vrouw naar een interview met hemzelf door Tony van Verre. Deze uitzendingen dateren uit 1977.
Uitgeverij De Arbeiderspers kondigde de verschijning aan met een advertentie die er in de kop op attendeerde dat het om de voltooiing van Carmiggelts oeuvre ging: 'Nu nieuw: de laatste "gewone" kronkels'. De gebonden versie kostte ƒ34,50 en de ingenaaide paperback een tientje minder.